# Computadora portable

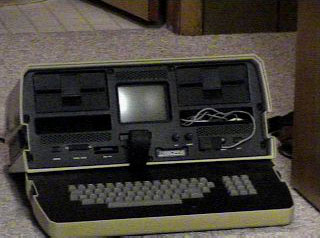
Osborne 1.

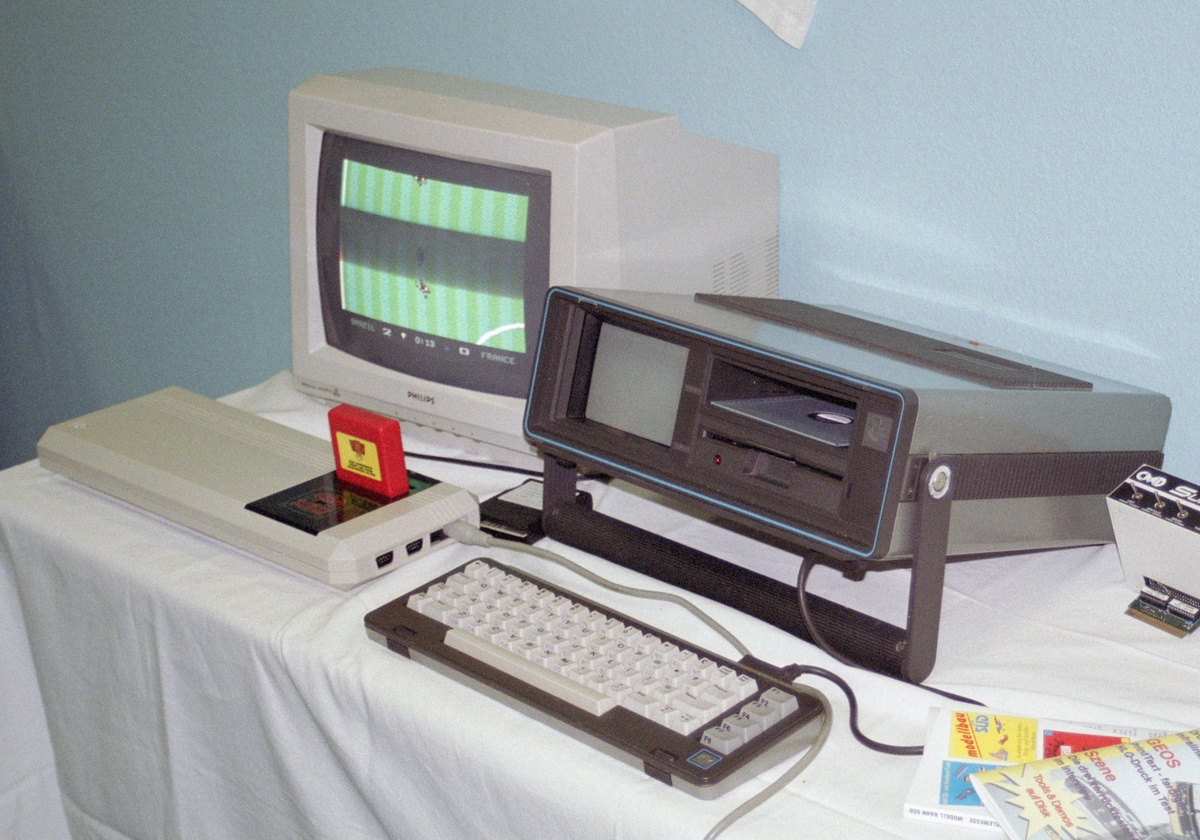
Commodore SX-64 y Commodore 64 Game Station.

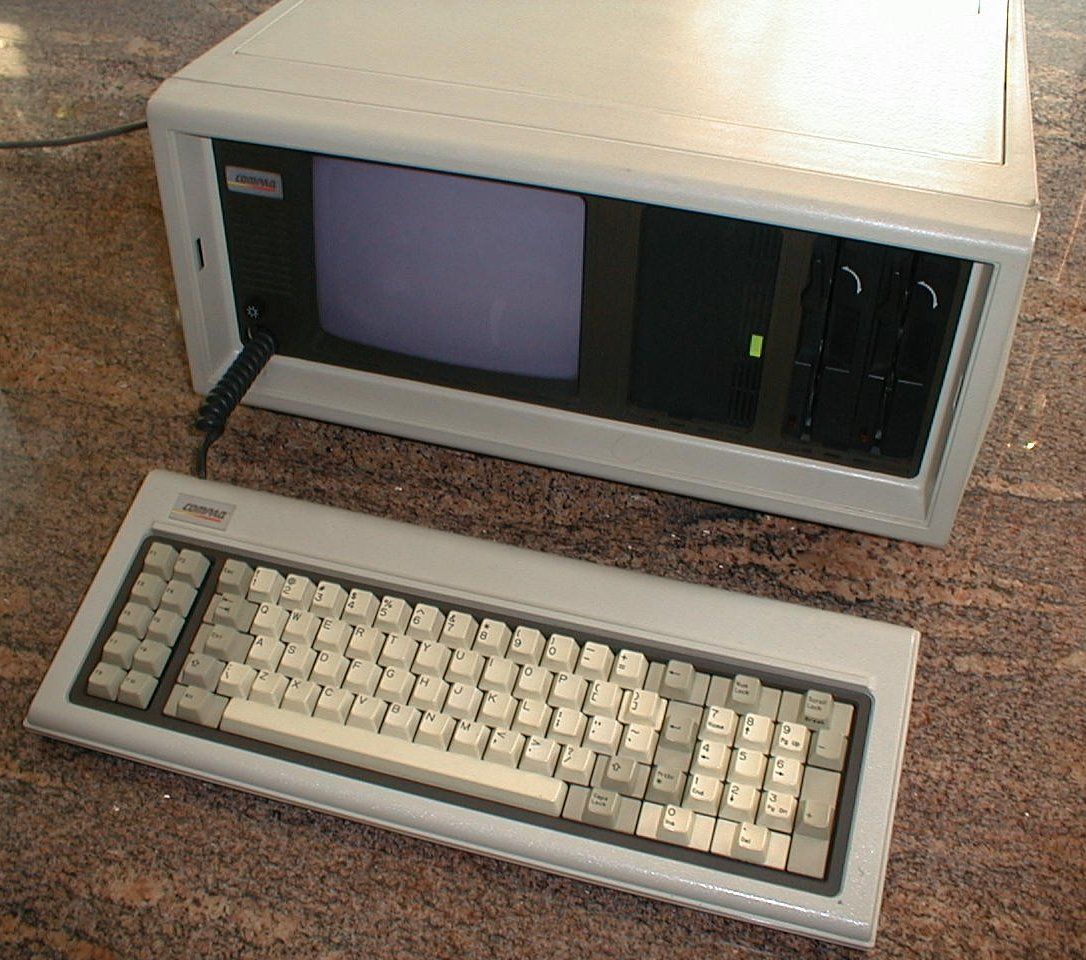
Compaq Portable; el primer portable compatible IBM PC.

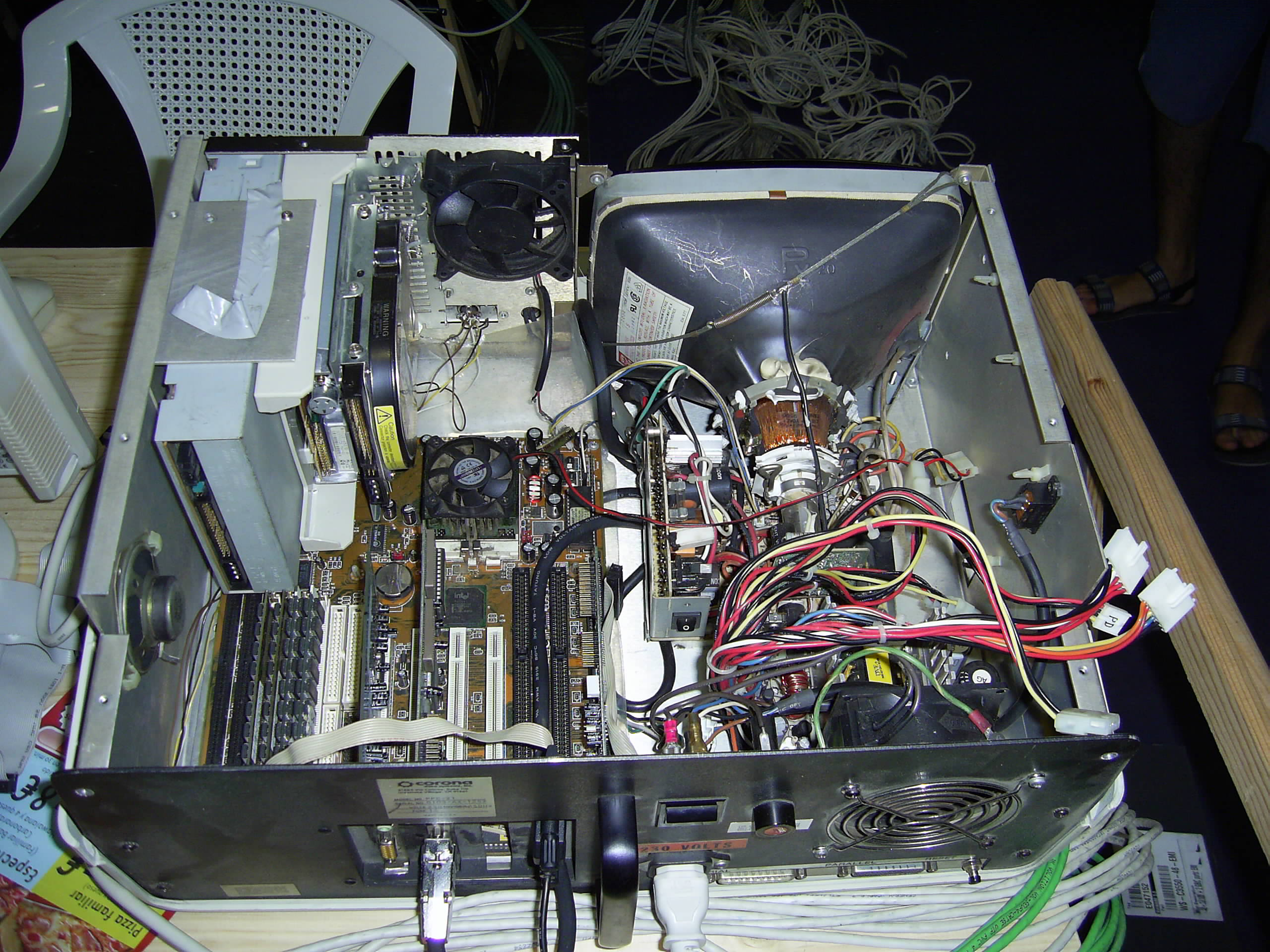
Modding del Corona Portable.

El término computadora portable se utiliza para aquellas computadoras diseñados para ser transportados con relativa facilidad, pero no para funcionar de modo independiente de la corriente eléctrica. Mayoritariamente son equipos construidos entre 1980 y 2000, con un tamaño similar al gabinete del primer IBM PC, una pantalla integrada de tubo de rayos catódicos con entre 5 y 9 pulgadas y al menos una unidad de almacenamiento (por lo general disquete de 5,25). En todos los casos, carecen de batería.
La primera computadora portable fue el Osborne 1, desarrollado por Adam Osborne. Aunque en un anuncio publicitario se veía a un feliz ejecutivo balanceando su Osborne, cualquiera que haya sostenido los 12 kg de uno de ellos sabe las consecuencias de la inercia. Fue seguido por el Kaypro II, otra computadora con sistema operativo CP/M, con la caja completamente de metal y un monitor integrado de 9 pulgadas (y un peso aún mayor que su rival).
Para estos primeros portables se acuñó el término inglés luggable, para recalcar su gran tamaño y peso y el que sólo se podían cambiar de sitio ocupando una zona extensa de la mesa, en contraste con algunos modelos de Bondwell, más cercanos a los actuales laptops. Hoy en día se sigue usando para referirse a los portátiles con una pantalla TFT de 17 pulgadas o más, que no pueden usarse cómodamente en la calle o en un asiento de transporte.
En el campo del compatible IBM PC, el Compaq Portable se adelantó al IBM Portable, siendo seguidos por numerosos equipos similares como el Corona Portable. Con la aparición de las pantallas LCD, se comienza a generalizar los modelos compactos con aspecto de ladrillo, con la pantalla basculante en un lateral, tapado por el teclado cuando se cierra, un disco duro MFM y/o una unidad de disquete, ambas de 5,25 y media altura en el lateral derecho, y 1 o 2 slots cortos XT o ISA (usualmente para un módem interno y tarjetas de tipo científico, como convertidores A/D u osciloscopios), que son muy usados en laboratorios y como equipos de campo. 
Una variante de estos equipos fueron los equipos ruguerizados para uso militar, pensados para equipar puestos de mando móviles o unidades de artillería y control de misiles. Desde compatibles PC a equipos de Silicon Graphics han servido en las filas de todos los ejércitos hasta ser sustituidos por los modernos equipos miniaturizados de bajo consumo.
En el campo de la industria numerosos controladores lógicos programables como el serbio LPA512 adoptan este formato por su facilidad de reubicación.
El primer portable con pantalla color fue el Commodore SX-64. Los portables con pantalla color han sido raros, pues sus pantallas son mucho más caras de producir, y el abaratamiento de las TFT las acaban arrinconando.
Con el auge de los portátiles ultraligeros, subnotebooks, PDAs y portátiles de altas prestaciones, se ven desplazados del mercado.
Muchos de estos viejos equipos han sido elegidos para modding, y donde antes había una placa madre de compatible XT han puesto modernos Pentium IV, Athlon 64 o placas EPIA con VIA C3. Las viejas pantallas monocromas o son sustituidas por monitores VGA (creadas para los TPV) o se utilizan en modo dual.

## Lista (incompleta) de computadoras portables

### Commodore
- Commodore SX-64

### Compaq
- Gama Compaq Portable

### Corona
- Corona Portable

### Instituto Ivo Lola Ribar
- PA512
- LPA512

### IBM
- IBM PC Portable
- IBM PC Convertible

### Kaypro
- Kaypro II
- Kaypro IV
- Kaypro 10
- Kaypro 4
- Kaypro 2X
- Kaypro "New" 2
- Kaypro 4+88
- Kaypro 16
- Kaypro 1

### Osborne
- Osborne 1
- Osborne Executive

### Prologica
- Prologica Solution 16